# Пещениця Виницька
Пещениця Виницька (хорв. Pešćenica Vinička) — населений пункт у Хорватії, у Вараждинській жупанії у складі громади Виниця.

## Населення
Населення за даними перепису 2011 року становило 125 осіб.
Динаміка чисельності населення поселення:

## Клімат
Середня річна температура становить 9,96 °C, середня максимальна – 24,04 °C, а середня мінімальна – -6,33 °C. Середня річна кількість опадів – 952 мм.
| Клімат поселення                              | Клімат поселення | Клімат поселення | Клімат поселення | Клімат поселення | Клімат поселення | Клімат поселення | Клімат поселення | Клімат поселення | Клімат поселення | Клімат поселення | Клімат поселення | Клімат поселення | Клімат поселення |
| Показник                                      | Січ.             | Лют.             | Бер.             | Квіт.            | Трав.            | Черв.            | Лип.             | Серп.            | Вер.             | Жовт.            | Лист.            | Груд.            |                  |
| Середній максимум, °C                         | 5,68             | 7,48             | 11,76            | 16,02            | 20,96            | 24,04            | 23,42            | 22,82            | 18,84            | 13,78            | 8,26             | 4,42             |                  |
| Середня температура, °C                       | −0,34            | 1,48             | 5,74             | 10,00            | 14,94            | 18,04            | 19,76            | 19,18            | 15,19            | 10,13            | 4,61             | 0,78             |                  |
| Середній мінімум, °C                          | −6,33            | −4,54            | −0,27            | 3,98             | 8,92             | 12,02            | 16,12            | 15,52            | 11,56            | 6,49             | 0,98             | −2,87            |                  |
| Норма опадів, мм                              | 44               | 48               | 65               | 74               | 82               | 111              | 99               | 97               | 89               | 90               | 88               | 65               |                  |
| Середньомісячна швидкість вітру, м/с          | 1.80             | 2.01             | 2.40             | 2.40             | 2.30             | 2.00             | 2.00             | 1.80             | 1.80             | 1.80             | 1.90             | 1.90             |                  |
| Середньомісячна сонячна радіація, кДж/м²·день | 4095             | 6807             | 10515            | 14824            | 18860            | 20681            | 21381            | 18547            | 13744            | 8594             | 4533             | 3257             |                  |
| --------------------------------------------- | ---------------- | ---------------- | ---------------- | ---------------- | ---------------- | ---------------- | ---------------- | ---------------- | ---------------- | ---------------- | ---------------- | ---------------- | ---------------- |
| Джерело:                                      |                  |                  |                  |                  |                  |                  |                  |                  |                  |                  |                  |                  |                  |